# 73 Klytia
73 Klytia eller 1949 HE1 är en asteroid upptäckt 7 april 1862 av den amerikanska astronomen Horace Parnell Tuttle i Cambridge, Massachusetts. Asteroiden har fått sitt namn efter Klytia, en nymf inom grekisk mytologi.